# Arseni Tarkovski
Pour les articles homonymes, voir Tarkovski.
Arseni Alexandrovitch Tarkovski (en russe : Арсе́ний Алекса́ндрович Тарко́вский), né le 12 juin 1907 (25 juin dans le calendrier grégorien) à Elizavetgrad et mort le 27 mai 1989 à Moscou, est un poète soviétique et russe du XXe siècle, aussi traducteur de langues orientales. Il est le père du réalisateur Andreï Tarkovski. Il obtint le prix d'État de l'URSS à titre posthume, en 1989, pour le recueil de poésies De la jeunesse au grand âge (1987).

## Biographie
Arséni Tarkovski naît dans une famille intellectuelle. Son père Aleksandr Karlovitch (1862-1924) était un employé de banque. Il a un frère ainé, Valéry, mort au combat lors de la guerre civile russe en mai 1919.
Jusqu'en 1923, Tarkovski vit en Ukraine. Le russe est sa langue natale. Il a tout juste sept ans quand son père commence à l'emmener à des soirées poétiques où il s'initie à l’œuvre de Igor Severianine, Fiodor Sologoub, Constantin Balmont… Un ami de son père lui fait découvrir le philosophe et poète Grigori Skovoroda (1722-1794), l'une des grandes figures d'Ukraine.
De 1925 à 1929, Arséni Tarkovski suit des cours supérieurs de littérature au sein de l'Union des poètes de Moscou. Il collabore avec le journal du Ministère des transports d'URSS, Goudok («Гудо́к»), et rencontre toute une pléiade de jeunes écrivains : Sacha le Rouge, Mikhaïl Boulgakov, Constantin Paoustovski, Iouri Olecha, Valentin Kataïev, Ilf et Pétrov… Dans ces années d'apprentissage, il fait la connaissance de Maria Ivanovna Vichniakova qui devient sa première femme.
À partir de 1932, il se consacre à la traduction de poètes polonais (Adam Mickiewicz), géorgiens, turkmènes, arméniens et arabes. Il adapte une épopée karakalpake, Quarante jeunes filles.
Son fils Andreï naît en 1932, sa fille, Marina, dix-huit mois après Andreï, en 1934. En 1935, Tarkovski se sépare de Maria Vichniakova qui élève seule leurs deux enfants. En 1939, il se lie avec Marina Tsvetaeva tout juste revenue de France.
Devenu en 1942, correspondant de guerre, il est grièvement blessé et amputé d'une jambe en décembre 1943. Son corps et son œuvre reflètent désormais cette inguérissable blessure.
Après la guerre, il rencontre Anna Akhmatova (1946) qui lui donne conseils et encouragements. Akhmatova le tient comme l'un des grands poètes révélés à la faveur du Dégel. Pasternak a un jugement plus distant : Tarkovski, nourri d'acméisme, n'est pas dans sa mouvance. Toujours est-il que pendant la période stalinienne, Tarkovski n'hésite pas à nouer des liens avec des poètes étroitement surveillés (Tsvetaïeva), ou en disgrâce (Akhmatova). De même, sa fidélité esthétique à Mandelstam ne s'est jamais démentie.
La force morale, l'indépendance de pensée sont une des caractéristiques de sa poésie. Mais il ne publie pas tout de suite. Ce n'est qu'en 1962, à cinquante-cinq ans, que paraît un premier recueil, Avant la neige.
La même année, L'Enfance d'Ivan ouvre la carrière cinématographique de son fils Andrei (Lion d'Or à Venise). Les rapports esthétiques entre le père et le fils sont une illustration de l'adage arabe : « le fils est le secret de son père ». Dans leurs œuvres, et dans la vie, ils ne cessent de se chercher et de se vérifier l'un l'autre.
À partir des années 1960, désormais, les recueils se succèdent, le poète s'affirme : À la terre ce qui est à la terre (1966), Le Messager (1969), Poèmes D'Abou'l'Ala'Al-Ma'arri (traduit de l'arabe, 1969), Poèmes (1974), Les Monts enchantés (1978), Jour d'hiver (1980), Choix (1982), À travers les années (1983), De la jeunesse à la vieillesse (1987), Être soi (1987), Étoiles sur l'Ararat (1988), recueil Étoile-hôte (1929-1940).
L'écrivain meurt le 17 mai 1989. Il est enterré à Peredelkino (région de Moscou), à côté même de la tombe de Boris Pasternak.

## Œuvre

### Traductions
Arseni Tarkovski est connu comme traducteur de poètes comme Abu-l-Ala al-Maari, Nizami Ganjavi, Magtymguly, Mämmetweli Kemine, Sayat-Nova, Vaja-Pchavela, Adam Mickiewicz, Mollanepes, Grigol Orbeliani et bien d'autres.

### Grands thèmes
- Si vous ne connaissez pas le sujet, laissez ce bandeau (vous pouvez alors contacter les auteurs).
- Si vous supprimez le contenu mis en cause (vous pouvez préalablement contacter les auteurs),

argumentez précisément cette suppression dans la page de discussion
(un manque de référence n'est pas un argument ; une recherche réelle de référence doit avoir été effectuée, être formellement documentée).
La toile de fond de presque tous les poèmes d’Arsène Tarkovski est cette forme typiquement russe de mélancolie : un abandon intensément mystique, suscité par une nostalgie à la fois poignante et confuse. Ce spleen se retrouve dans les films de son fils Andreï, surtout dans Nostalghia, portrait d'un poète russe exilé en Italie ; mais si la mélancolie qui transparaît dans ce film est mortifère, elle est plutôt un aiguillon vers l'action chez Arsène Tarkovski : c'est une tristesse pesante mais qui illumine l'existence, et que le poète compare aux horizons sans limites de la Russie.
L'élément favori du poète est l'eau sous toutes ses manifestations physiques, ruisseaux et lacs (« l’eau claire et fraîche »), ou la pluie des « jours gris et tristes » qui tambourine sur la toiture ou dont les gouttes « ruissellent comme des larmes sur le visage » de l'aimée ; puis l'élément chthonien, la terre, à laquelle le poète se sent profondément attaché : les forêts de hêtres en Russie, plutôt sous la pluie, lorsque « les gouttes s'écoulent sur les branchages transis. »
La nature est le reflet de l'âme du poète, torturée par le problème fondamental du sens de notre existence, dont la solution s'exprime en forme de paradoxe : par notre mort nous accédons à l’immortalité. « Tant que je vis, je suis immortel » : ainsi s'ouvre le poème Coup de sonnerie ; et dans Et je l’ai rêvé… :
Pas besoin de date : j’étais et je serai,

La vie est le miracle des miracles…

## Recueils de poésie

### En russe
- Перед снегом (Avant la neige, 1962)[4]
- Земле — земное (1966)
- Вестник (Le Messager, 1969)
- Волшебные горы (Les Monts enchantés, 1978)
- Зимний день (Jour d'hiver, 1980)
- Избранное (Choix de poèmes, 1982)
- Стихи разных лет (Vers d'années diverses, 1983)
- От юности до старости (De la jeunesse au grand âge, 1987)
- Быть самим собой (1987)
- Благословенный свет (Lumière bénie, 1993)
- Собрание сочинений в 3-х тт. (Œuvres choisies, 1991—1993)

### En français
- Poèmes, édition bilingue. Librairie du Globe, 1991 (traductions de Henri Abril, Gaby Larriac, Cyrilla Falk et Jacques Gaucheron)
- L'Avenir seul, poèmes, éditions Fario, 2013 (traduction Christian Mouze ; postface d'Anna Akhmatova)

## Films comportant des poèmes d'Arseni Tarkovski
- Le Miroir[5] (lecture par Arseni Tarkovski de plusieurs poèmes, au fil du film)
- Stalker : Вот и лето прошло (Voici que l'été est passé), Только этого мало (Pas assez)[6]
- Nostalghia : Меркнет зрение - сила мо : Ma vue s'assombrira - ma force
- Au milieu du monde (en russe : Посредине мира), de Viacheslav Amirhanian, film consacré aux œuvres d'Arseni Tarkovski
- Toute jeune vie (en russe : Малютка жизнь) : l'auteur dit à l'écran ses propres textes